# Библия короля Якова
Би́блия короля́ Я́кова (англ. King James Version, KJV) — перевод Библии на английский язык, выполненный под покровительством короля Англии Якова I (отсюда название Royal Version — «королевская версия»), выпущенный в 1611 году. До настоящего времени Библия короля Якова носила статус утверждённого, «авторизованного» королём перевода (Authorized Version), хотя, в отличие от предыдущих «авторизованных» переводов, начиная с Большой Библии, изданной при Генрихе VIII, на самом деле никакого королевского «утверждения» никогда не получала.
17 мая 1881 года появилась пересмотренная версия (Revised version).

## История создания
Необходимость создания нового перевода Библии была связана с неустойчивой обстановкой в Англии, колебавшейся между католицизмом и реформацией. Престол занимали и сторонники протестантизма, и поборники католицизма. В результате сложилась конкуренция между Женевской Библией, изданной в Женеве в 1560 году шотландцами и англичанами-кальвинистами, и малопопулярной Епископской Библией, изданной Англиканской церковью времён Елизаветы I. Вопрос о создании нового перевода Библии был поставлен перед королём группой пуритан во главе с преподобным Джоном Рейнольдсом. Для его решения король Яков I созвал в январе 1604 года Хэмптон-кортскую конференцию, где был рассмотрен ряд ошибок в предыдущих переводах, в первую очередь в официально принятой Англиканской церковью Епископской Библии и было принято решение о создании нового перевода.
Переводом занимались 47 переводчиков-членов Англиканской церкви (в числе ведущих переводчиков был Джордж Эббот). Источником для перевода Нового Завета, как и для большинства других английских переводов того времени, послужил греческий Textus Receptus. Ветхий Завет переводили с древнееврейского и арамейского масоретских текстов, а неканонические книги с греческого и латыни.
Руководителем перевода Нового Завета на английский был Томас Равис до своей смерти в 1609 году. Ему помогал Генри Савиль. Он был назначен на эту позицию в 1604 году.

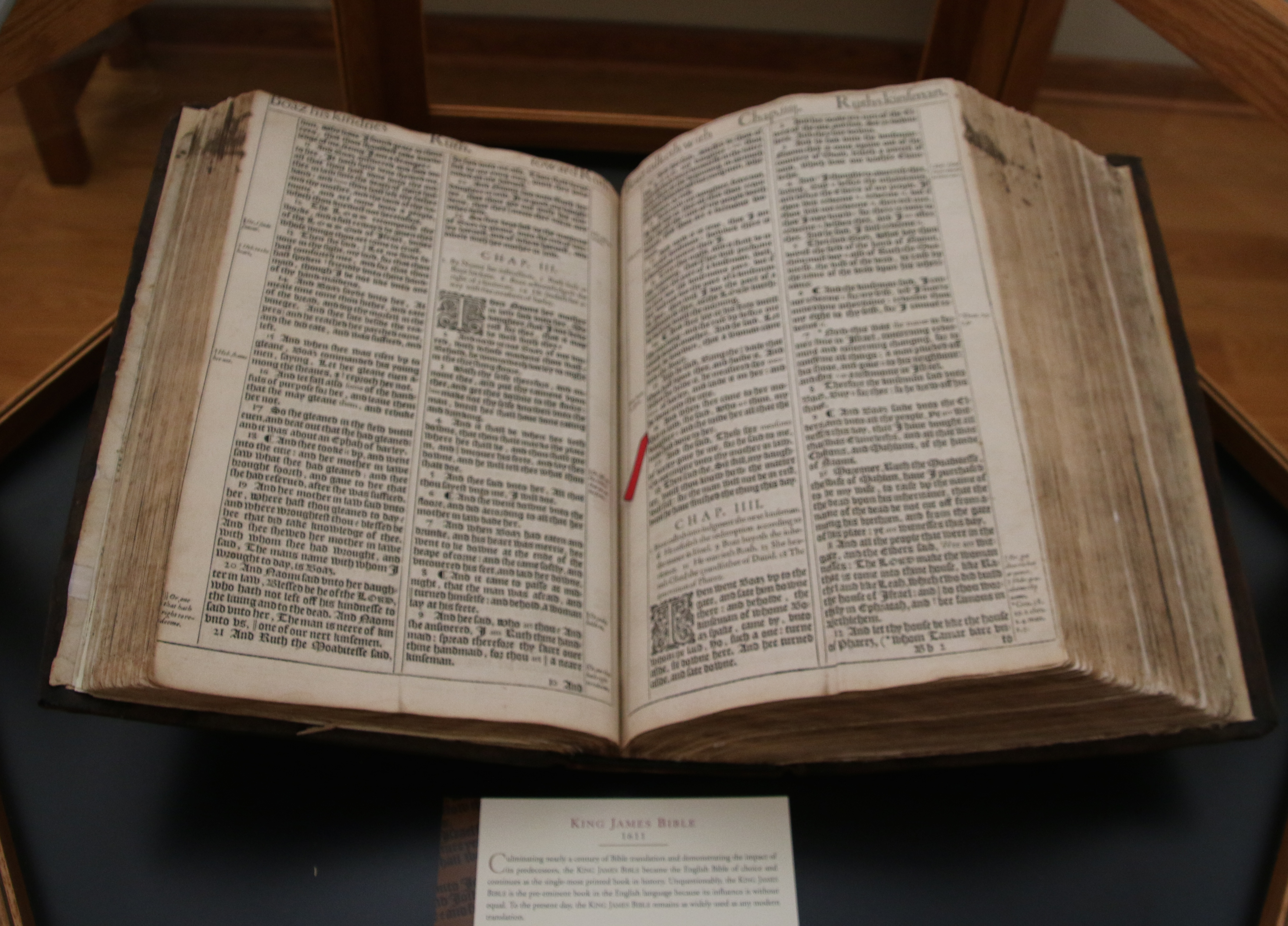
Библия Короля Иакова 1611 года

Оригинал перевода был опубликован королевским типографом Робертом Баркером в 1611 году. Он вложил крупную сумму в печать, в результате чего оказался в долгах, так что был вынужден передать эту привилегию в субаренду двум лондонским типографам Бонэму Нортону и Джону Биллу. Изначально предполагалось, что каждый типограф будет печатать часть текста, делиться распечатанными листами с другим и разделять выручку. Но из-за возникших финансовых споров каждый из них выпустил конкурирующее издание всей Библии. В 1629 году Оксфордскому и Кембриджскому университетам удалось получить королевские лицензии на печать Библии для своих университетских издательств.

## 400-летие Библии короля Якова
В 2011 году состоялся 400-летний юбилей издания Библии короля Якова. В честь этого состоялись различные праздничные мероприятия, выставки, лекции, была выпущена копия Библии 1611 года на основе цифровых копий авторизованной версии 1611 года.

## Находка 2015 года
В 2015 году священником приходской церкви в Рексеме был найден один из первых экземпляров Библии короля Якова 1611 года, подлинность которого была подтверждена Национальной библиотекой Уэльса.